# Cucudeta uzet
Cucudeta uzet är en spindelart som beskrevs av Maddison 2009. Cucudeta uzet ingår i släktet Cucudeta och familjen hoppspindlar. Inga underarter finns listade i Catalogue of Life.